# Histéresis

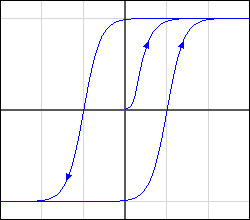
Curva de histéresis

En física, química y biología, la histéresis representa la tendencia de un material a conservar una de sus propiedades, en ausencia del estímulo que la ha generado. Podemos encontrar diferentes manifestaciones de este fenómeno. Por extensión se aplica a fenómenos que no dependen solo de las circunstancias actuales, sino también de cómo se ha llegado a esas circunstancias.

## Etimología
Si bien el fenómeno había sido observado previamente, el término fue acuñado en 1890 por Alfred Ewing a partir de ὑστέρησις, palabra griega para indicar deficiencia o retraso.

## Histéresis magnética
En física se encuentra, por ejemplo, histéresis magnética si al magnetizar un ferromagneto este mantiene la señal magnética tras retirar el campo magnético que la ha inducido. También se puede encontrar el fenómeno en otros comportamientos electromagnéticos, o los elásticos.
La histéresis magnética es el fenómeno que permite el almacenamiento de información en los platos de los discos duros o flexibles de los ordenadores: el campo induce una magnetización, que se codifica como un 0 o un 1 en las regiones del disco. Esta codificación permanece en ausencia de campo, y puede ser leída posteriormente, pero también puede ser invertida aplicando un campo en sentido contrario.
Para poder conocer el ciclo de histéresis de un material, se puede utilizar el magnetómetro de Köpsel, que se encarga de proporcionarle al material ferromagnético los cambios senoidales de la corriente eléctrica para modificar el sentido de los imanes. 

Curva de histéresis de magnetización

En electrotecnia se define la histéresis magnética como el retraso de la inducción magnética respecto al campo magnético que lo acciona.
Se produce histéresis al someter al núcleo o a la sustancia ferromagnética a un campo magnético alterno, los imanes (o dipolos) elementales giran para orientarse según el sentido del campo magnético. Al decrecer el campo, la mayoría de los imanes elementales recuperan su posición inicial, sin embargo, otros no llegan a alcanzarla debido a los rozamientos moleculares conservando en mayor o menor grado parte de su orientación forzada, haciendo que persista un magnetismo remanente que manifieste aún un cierto nivel de inducción magnética.
Las pérdidas por histéresis representan una pérdida de energía que se manifiesta en forma de calor en los núcleos magnéticos y esto hace que se reduzca el rendimiento del dispositivo.
Con el fin de reducir al máximo estas pérdidas, los núcleos se construyen de materiales magnéticos de características especiales, como por ejemplo acero al silicio. Por ejemplo, para la fabricación de imanes permanentes se eligen materiales que posean un campo coercitivo lo más grande posible.
La pérdida de potencia es directamente proporcional al área de la curva de histéresis.

## Histéresis en transición de espín
En magnetoquímica, encontramos histéresis en compuestos con equilibrio de espín cuyo paso entre alto espín y bajo espín se produzca con cooperatividad (esto es, que el estado de un complejo influya en el estado de nuestros vecinos).

## Histéresis de transición de fase
En química, podemos encontrar compuestos cuyo cambio de fase no se produzca a la misma temperatura en ambos sentidos. Los geles de agar, por ejemplo, se licúa a cierta temperatura, y no vuelve a gelificar hasta no baja de otra temperatura, que puede ser 10 o 20 grados Celsius inferior. A temperaturas intermedias entre la temperatura de licuefacción y la de gelificación, el estado dependerá de su historia térmica.

## Histéresis en el potencial químico del agua en los suelos
El potencial químico del agua en el suelo, a iguales contenidos de humedad, dependerá del sentido en que se siga la curva (de absorción o desorción respectivamente). Para un potencial mátrico dado, la cantidad de agua retenida por un suelo es mayor cuando el suelo se encuentra en proceso de desecación que cuando se encuentra en humedecimiento.

## Curva de histéresis
La curva de histéresis muestra la curva de magnetización de un material. Sea cual sea el material específico, la forma tiene características similares. 
- Al principio, la magnetización requiere un mayor esfuerzo eléctrico. Este intervalo es la llamada zona reversible.
- En un determinado punto, la magnetización se produce de forma proporcional. En ese punto se inicia la denominada zona lineal.
- Finalmente, se llega un instante a partir del cual, por mucha fuerza magnética que induzcamos al material, ya no se magnetiza más. Este es el llamado punto de inducción de saturación, que determina el inicio de la llamada zona de saturación.

Para la grabación magnética analógica de sonido hay que tener en cuenta la curva de histéresis. La señal de audio hay que grabarla solo en la zona lineal de la cinta magnética de audio, de modo contrario, por arriba o por abajo, sufriría deformaciones.

## Teoría de las catástrofes
La teoría de las catástrofes, de aplicación no solo física, sino también a la dirección estratégica o la sociología, representa la propensión de los sistemas estructuralmente estables a manifestar discontinuidad (pueden producirse cambios repentinos del comportamiento o de los resultados), divergencia (tendencia de las pequeñas divergencias a crear grandes divergencias) e histéresis (el estado depende de su historia previa pero si los comportamientos se invierten conducen a que no se vuelva a la situación inicial). Tiene una especial aplicación en el análisis del comportamiento competitivo y en los modelos de cambio organizativo y en los modelos de evolución social.
En este modelo, la histéresis supone el lado opuesto a lo que en Termodinámica se llama «proceso reversible», es decir, aquel que viene determinado unívocamente en función de una serie de valores de control o variables independientes. Un ejemplo muy simple de un proceso de este tipo unívoco es la longitud de una varilla metálica en función de la temperatura. A cada valor T de ésta corresponde otro L de la longitud, de forma que L = f(T). El proceso está definido en cualquier sentido, con temperaturas ascendentes y descendentes, y no depende, por ejemplo, de la velocidad con que varía la temperatura. A cada valor de ésta corresponde unívocamente uno de la longitud. Pero otros procesos se comportan de forma distinta. Por ejemplo, si se supera cierta temperatura la varilla metálica se derretirá, desprendiéndose un trozo, en cuyo caso, será imposible volver al inicio.

## Concepto bourdiano
En el sentido de un concepto bourdiano (referido a Pierre Bourdieu), que señala los conflictos personales y colectivos que pueden surgir del cambio abrupto en las condiciones de acción de un agente personal o colectivo.

## Economía
En economía, también se usa el término histéresis para designar en el caso del desempleo, aquellos casos en donde al aumentar el desempleo existe una dificultad en lograr que este vuelva a bajar.
En economía, se denomina histéresis al proceso que consiste en la acumulación de la tasa de paro de un período determinado. Por ejemplo, la tradicional política antiinflacionaria (el uso de la recesión para combatir la inflación) conduce a una tasa más alta de forma permanente de desempleo (más conocido científicamente como la NAIRU).

## Sistemas de calefacción - apagado y encendido
En los sistemas de generación de calor —calefacción— la histéresis es la diferencia de temperaturas establecida automáticamente entre el encendido y el apagado o el apagado y el encendido del sistema de calefacción. Así, la sonda de temperatura ordena el encendido de la calefacción cuando hace demasiado frío (se llega a una temperatura mínima fijada) y la apaga cuando hace suficiente calor (se alcanza la temperatura máxima establecida). Para que el encendido y apagado no sea en bucle se determina un rango de temperatura (alrededor de 1 grado) para que vuelva a considerar la siguiente acción, ya sea apagado o encendido. Así, si la temperatura de corte o apagado se establece en 20 grados y la histéresis en 1 grado el sistema se apagará al alcanzar los 20 grados y se volverá a encender a los 19. Sin la histéresis el controlador no sabría si conectar o desconectar el sistema o se encendería y apagaría muy rápidamente, lo que reduciría la vida útil de relés, bomba, válvulas y otros mecanismos conectados. Cada regulador necesita una temperatura de conexión y desconexión diferente.